# Chiesa di San Pancrazio (Taormina)
La chiesa di San Pancrazio è un luogo di culto di rito cattolico ubicato lungo la salita San Pancrazio nel comune di Taormina. Appartenente all'arcidiocesi di Messina-Lipari-Santa Lucia del Mela, vicariato di Taormina sotto il patrocinio di San Pancrazio Vescovo, arcipretura di Taormina, parrocchia di San Nicola di Bari.

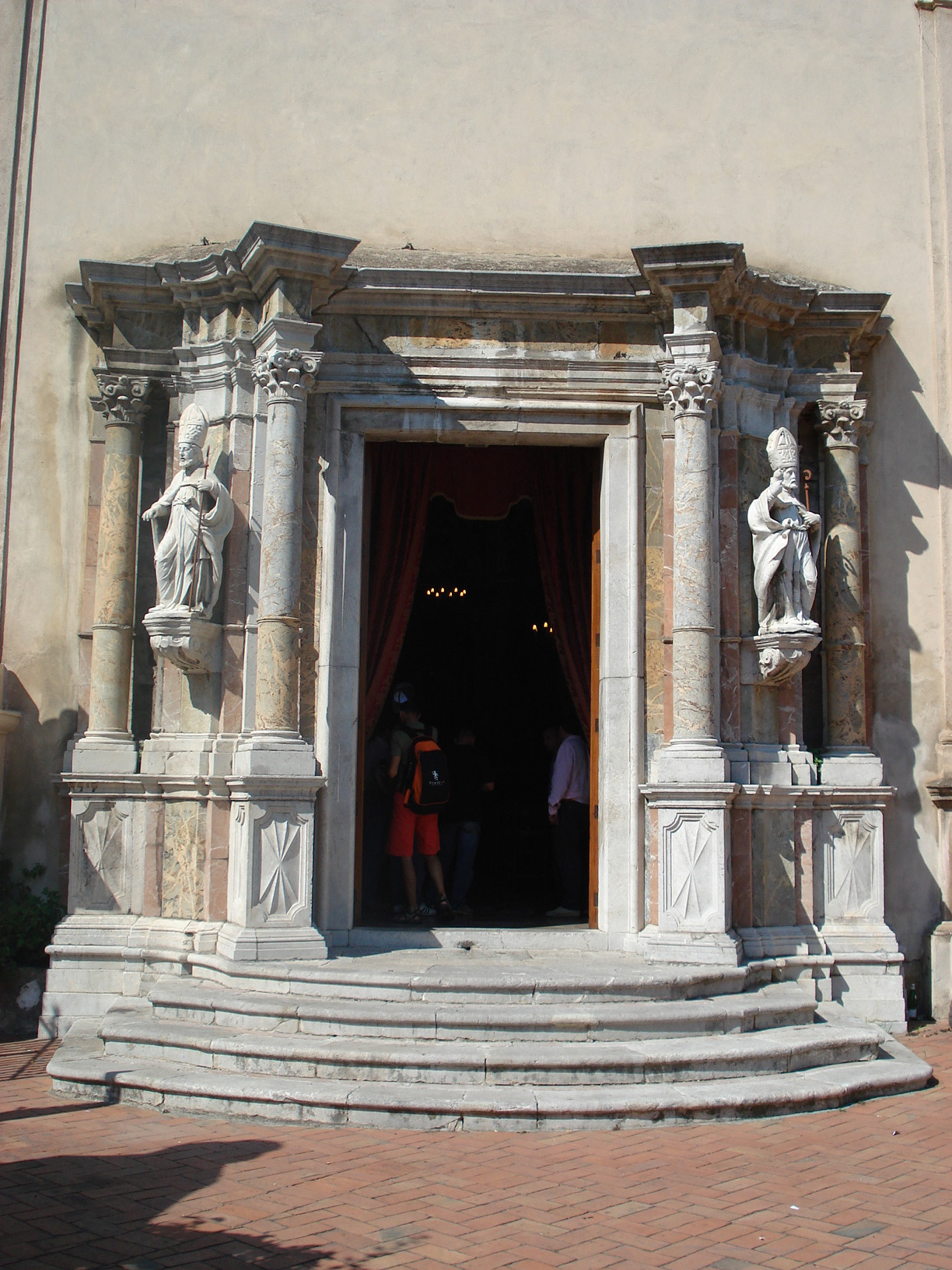
Portale.

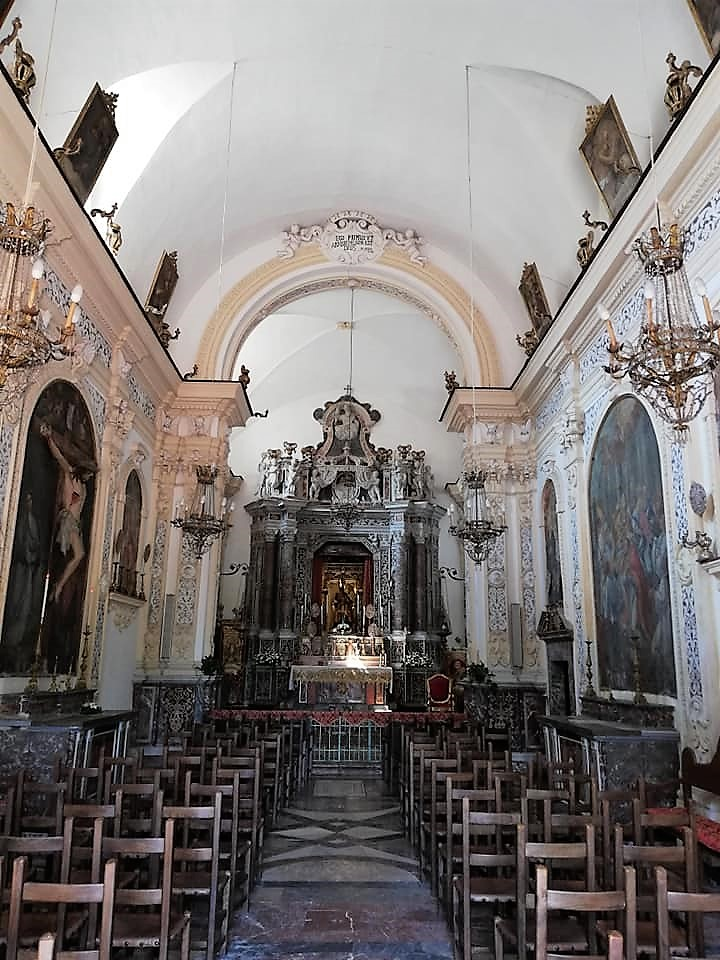
Navata.

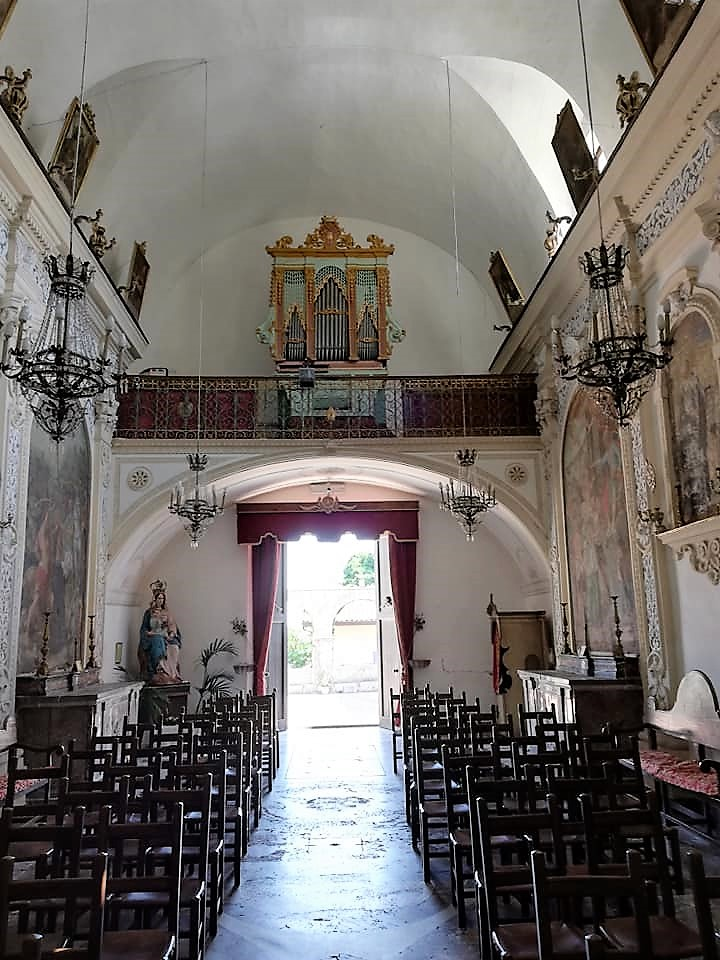
Controfacciata.

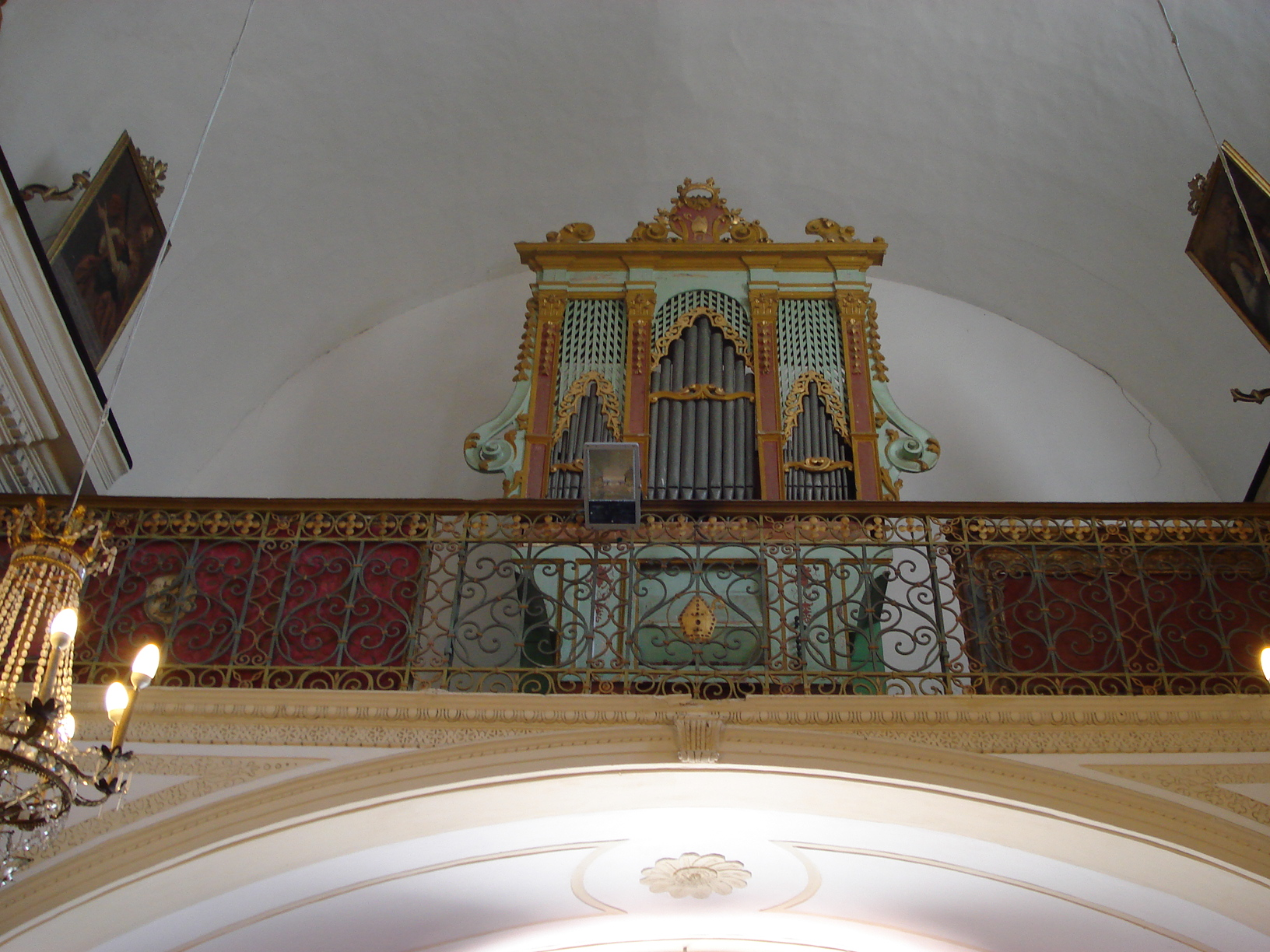
Coro e cantoria.

## Storia

### Epoca classico - imperiale
Il Tempio di Zeus Serapide è attestato dai ritrovamenti di marmi con epigrafi, rispettivamente nel 1861 e 1867, la statua di Sacerdotessa di Iside, un anello d'oro del Sacerdote del tempio di Giove Serapide rinvenuto nel 1742 recante incisione.

### Epoca arabo - normanna
Il luogo di culto attraversa indenne i tre assedi saraceni.
Il tempio in epoca araba è documentato con impianto a croce, e secondo l'uso bizantino presentava le absidi rivolte ad oriente e il prospetto ad occidente. All'interno presentava un solo altare e custodiva le spoglie di San Pancrazio.

### Epoca spagnola
Nel 1600c. è documentata l'edificazione delle strutture barocche.

### Epoca contemporanea
- 1742, Campagne archeologiche con ritrovamenti.
- 1861 - 1867, Campagne archeologiche con ritrovamenti.

## Stile
La parte in stile barocco risale alla seconda metà del 1600, in seguito alle ristrutturazioni e ingrandimento dell'impianto.

## Facciata
La facciata principale della chiesa rivolta ad est ingloba un monumentale portale barocco frutto del delicato accostamento di marmo bianco e rosato dalle variegate screziature, una breve teoria di quattro gradini in pietra di Taormina raccorda il sagrato con l'aula del tempio.
La struttura aggettante è delimitata da colonne di stile ionico laterali, una coppia prospetticamente avanzata ed elevata su alti plinti, i cui capitelli corinzi sostengono un architrave, determinato dall'intersezione delle tre facce corrispondenti, ricco di articolate modanature. Il varco centrale risulta quindi delimitato da due edicole oblique con mensole centrali. Le mensole ospitano sculture marmoree, a destra si distingue la statua San Procopio in abiti vescovili, iconograficamente raffigurato con il cuore nella mano destra alzata, a significare il martirio subito per mano dei Saraceni il 1 agosto 902 capeggiati da Ibrāhīm ibn Ahmed. A sinistra la statua di un altro Santo in abiti vescovili, verosimilmente San Pancrazio o San Massimo suo successore sulla cattedra Tauromenitana.
La prospettiva della semplice parete delimitata da paraste laterali angolari si chiude con un frontone triangolare che include un oculo cieco, al vertice la croce in ferro battuto decorata con raggi all'incrocio dei due bracci.
Sull'arco della controfacciata è realizzata la cantoria, il coro e l'organo, ambiente provvisto di ringhiera in ferro battuto.
- Prospetto nord.
- Prospetto sud. La parete sud incorpora il muro in conci squadrati della cella del tempio greco, sono ancora visibili le primitive finestre murate con davanzali, stipiti e architravi.

## Campanile
Sul lato destro sopra la sacrestia in posizione arretrata s'innalza il campanile, la parte mediana è costruita con blocchi squadrati in pietra di Taormina. l'ordine superiore presenta quattro archi a tutto sesto, uno per lato con stipiti, archi e chiavi d'arco in pietra di Taormina delimitati da paraste convesse, che costituiscono le aperture a cielo aperto della cella campanaria.
Sul ballatoio s'innalza una lanterna ottagonale con aperture ad arco su sfaccettature alterne, a sua volta sormontato da cupolino con lanternino sovrastato da una sfera in pietra recante croce in ferro battuto con banderuola.
Ai quattro angoli del cornicione del ballatoio è presente una merlatura con motivi a doppia voluta, che richiama la decorazione sommitale dei pilastri del cancello in ferro battuto che immette nella zona sacra.

## Aula

### Parete destra
- Prima arcata: Cappella di San Nicone. Sull'altare compreso fra lesene decorate è custodito il dipinto Martirio di San Nicone Vescovo, raffigurante la decollazione di San Nicone Vescovo e di 99 religiosi, opera di Ludovico Suirech.
  - Piccolo dipinto.
- Seconda arcata: Cappella di San Massimo. Sull'altare il dipinto Consacrazione del Vescovo Massimo da parte di San Pietro Apostolo del 1768, opera di Ludovico Suirech.
  - Varco sacrestia sormontato da piccolo dipinto.

### Parete sinistra
- Prima arcata: Cappella di San Procopio. Sull'altare compreso fra lesene decorate è custodito il dipinto Martirio di San Procopio, opera di Ludovico Suirech.
  - Piccolo dipinto.
- Seconda arcata: Cappella del Santissimo Crocifisso. Sull'altare il Crocifisso su dipinto raffigurante la Vergine Maria e San Giovanni Evangelista.
  - Piccolo dipinto.

### Presbiterio
La struttura barocca dell'altare richiama il portale esterno ed occupa la cella del tempio di età greca, con la ristrutturazione fu abbattuta parzialmente la parete di nord-ovest per ricavare il presbiterio. Colonne di stile ionico laterali delimitano una coppia prospetticamente avanzata i cui capitelli corinzi sostengono un elaborato cornicione ricco di articolate modanature. Al centro l'edicola ospitante la vara con simulacro di San Pancrazio. Nell'ordine superiore un baldacchino marmoreo intermedio con drappeggio sorretto da putti, ospita il bassorilievo raffigurante una Madonna con bambino, il timpano a volute è decorato con angeli osannanti per lato recanti i simboli vescovili (pastorale, croce astile, palma del martirio, Vangelo, bastone), e anfore. La stele superiore sormontata da croce reca un busto di Dio Padre Onnipotente in atto benedicente.
- A destra dell'altare maggiore - in cornu Evangelii - l'affresco raffigurante il Martirio di San Pancrazio per mano di Arcagano durante un convito.
- A sinistra dell'altare maggiore - in cornu Epistulae - l'affresco raffigurante lo Sbarco di San Pancrazio a Naxos e l'avvento del cristianesimo,  iconograficamente raffigurato con il crollo delle idoli pagani e la cacciata dei demoni ad essi collegati.

## Chiostro

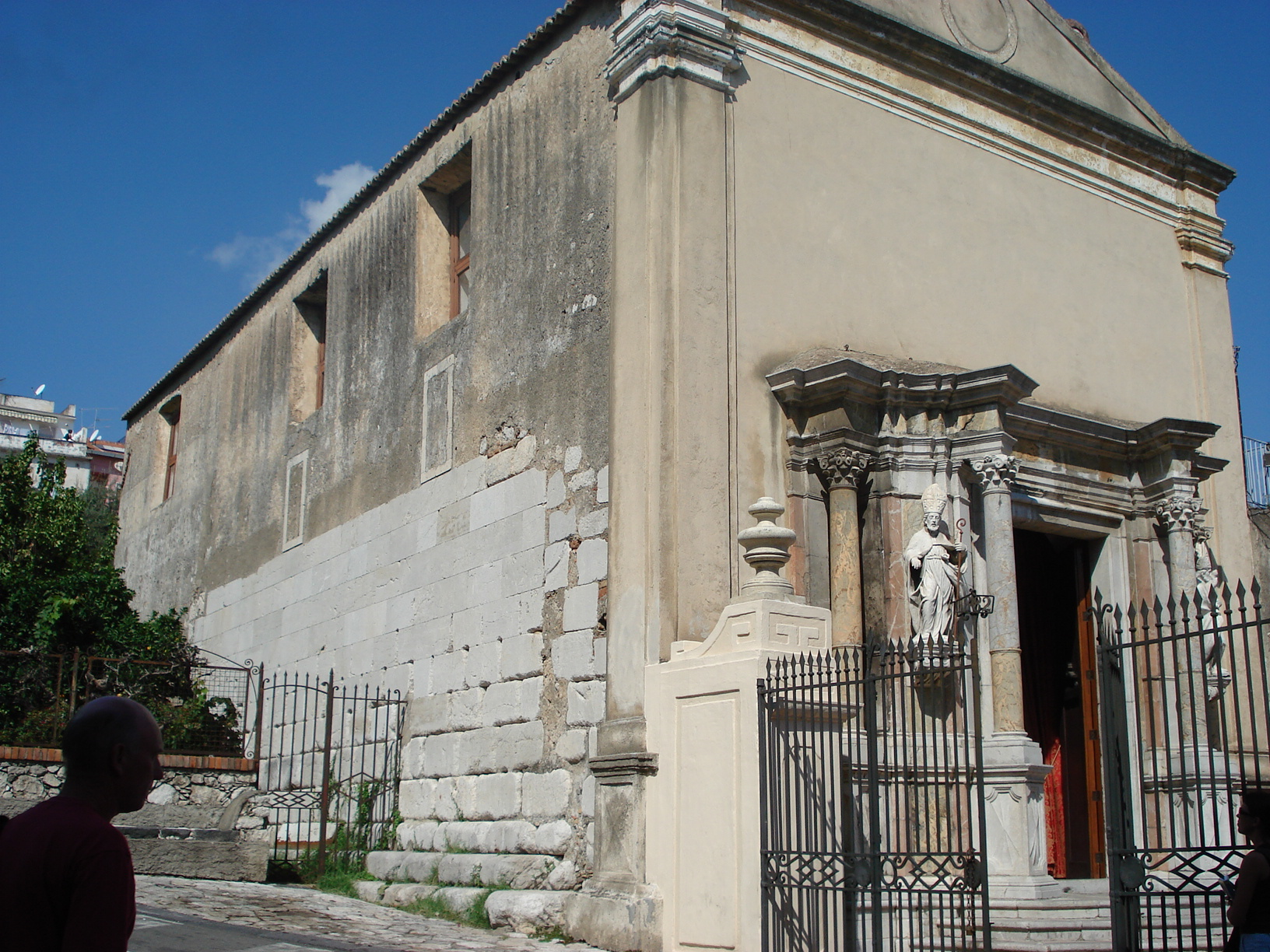
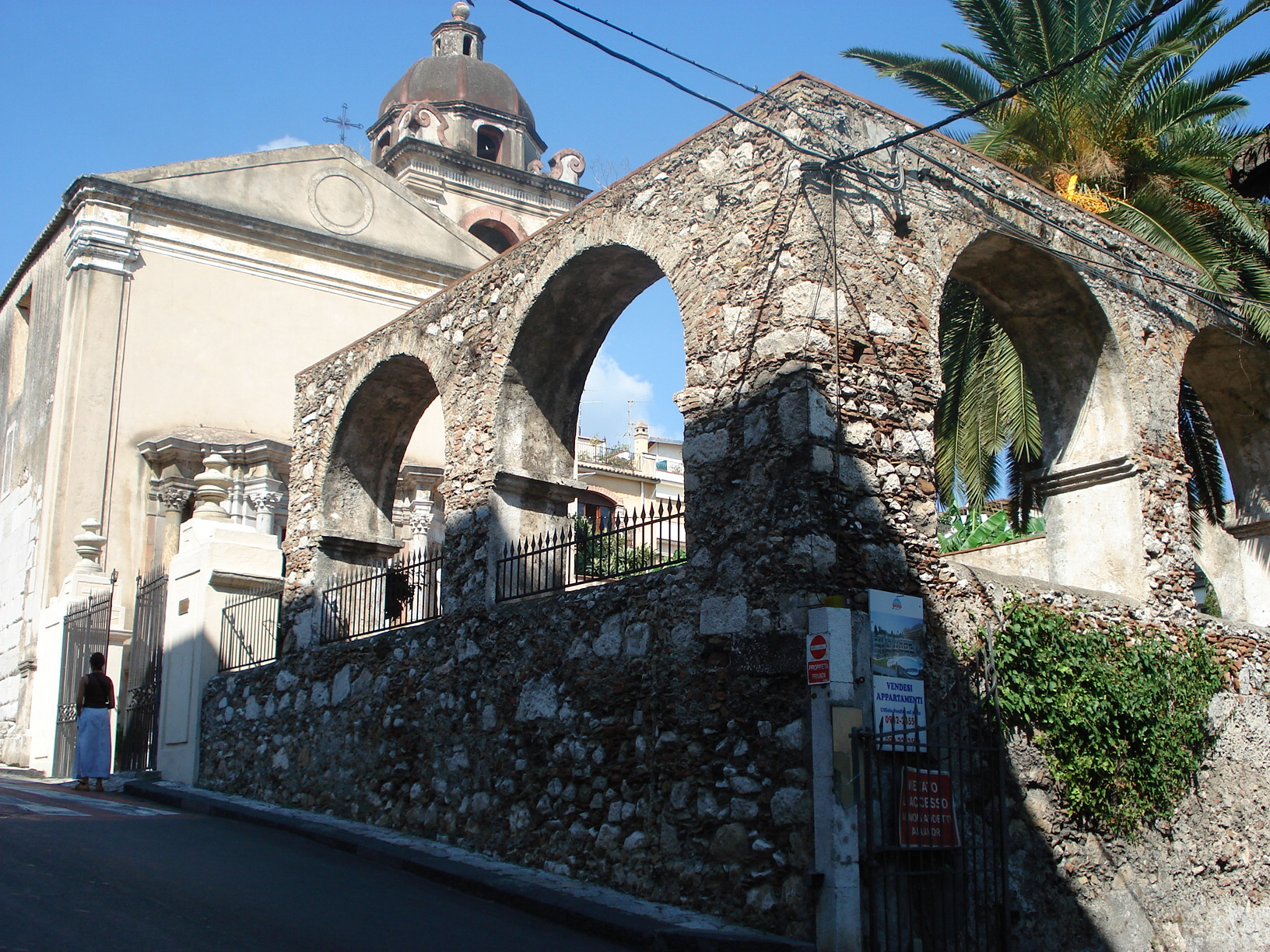
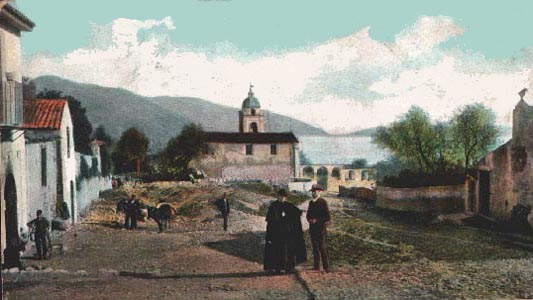
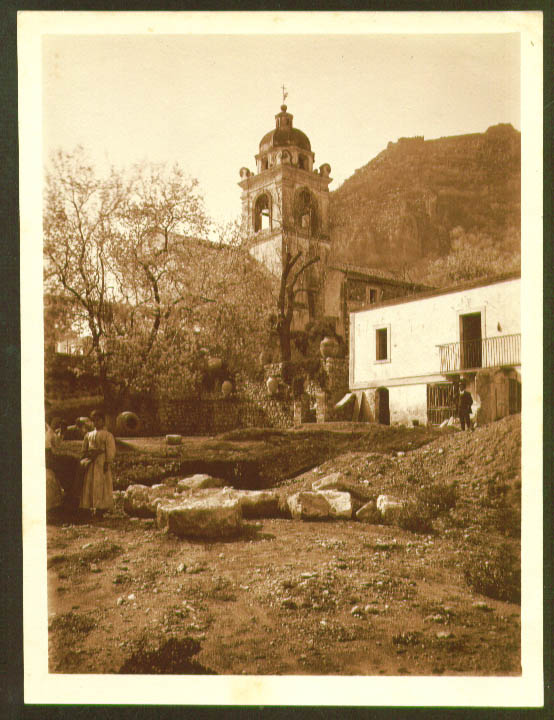
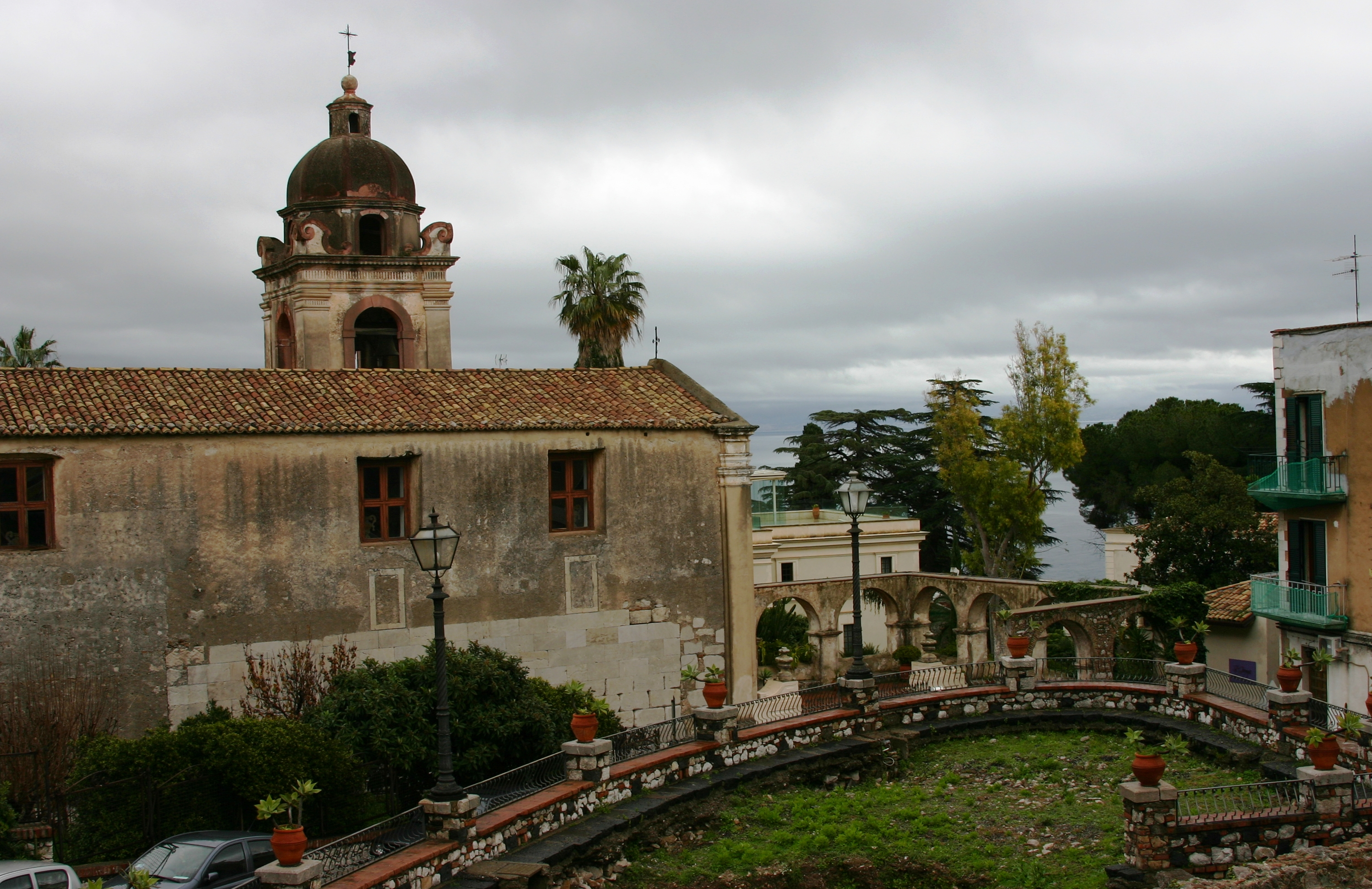
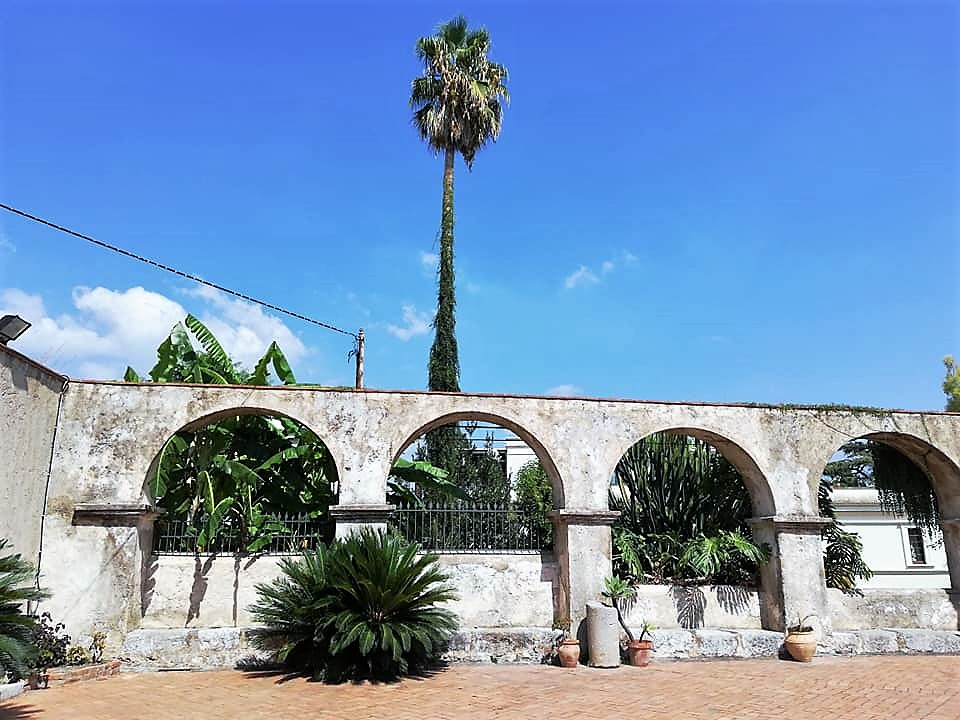

## Galleria fotografica

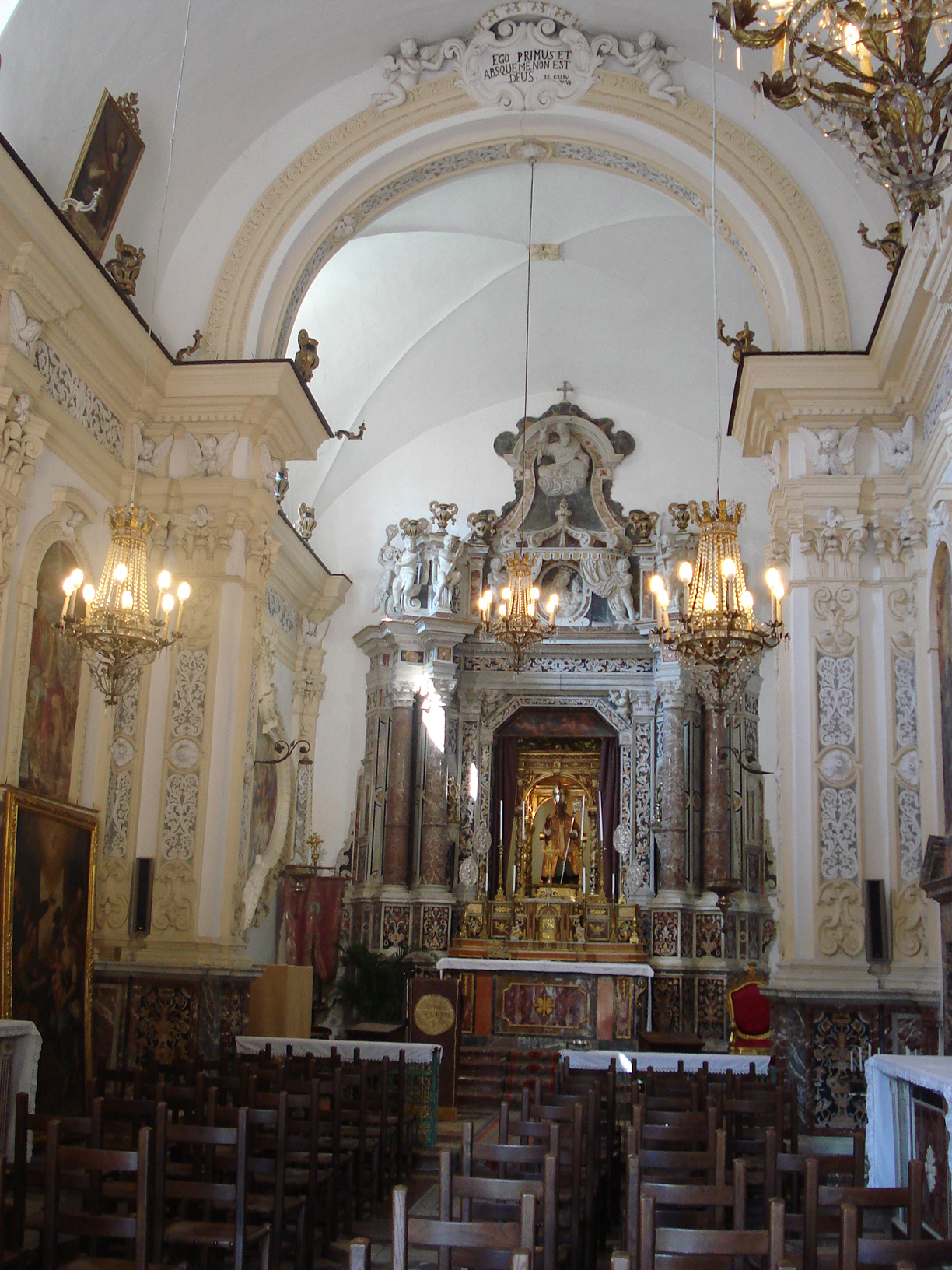
Interno
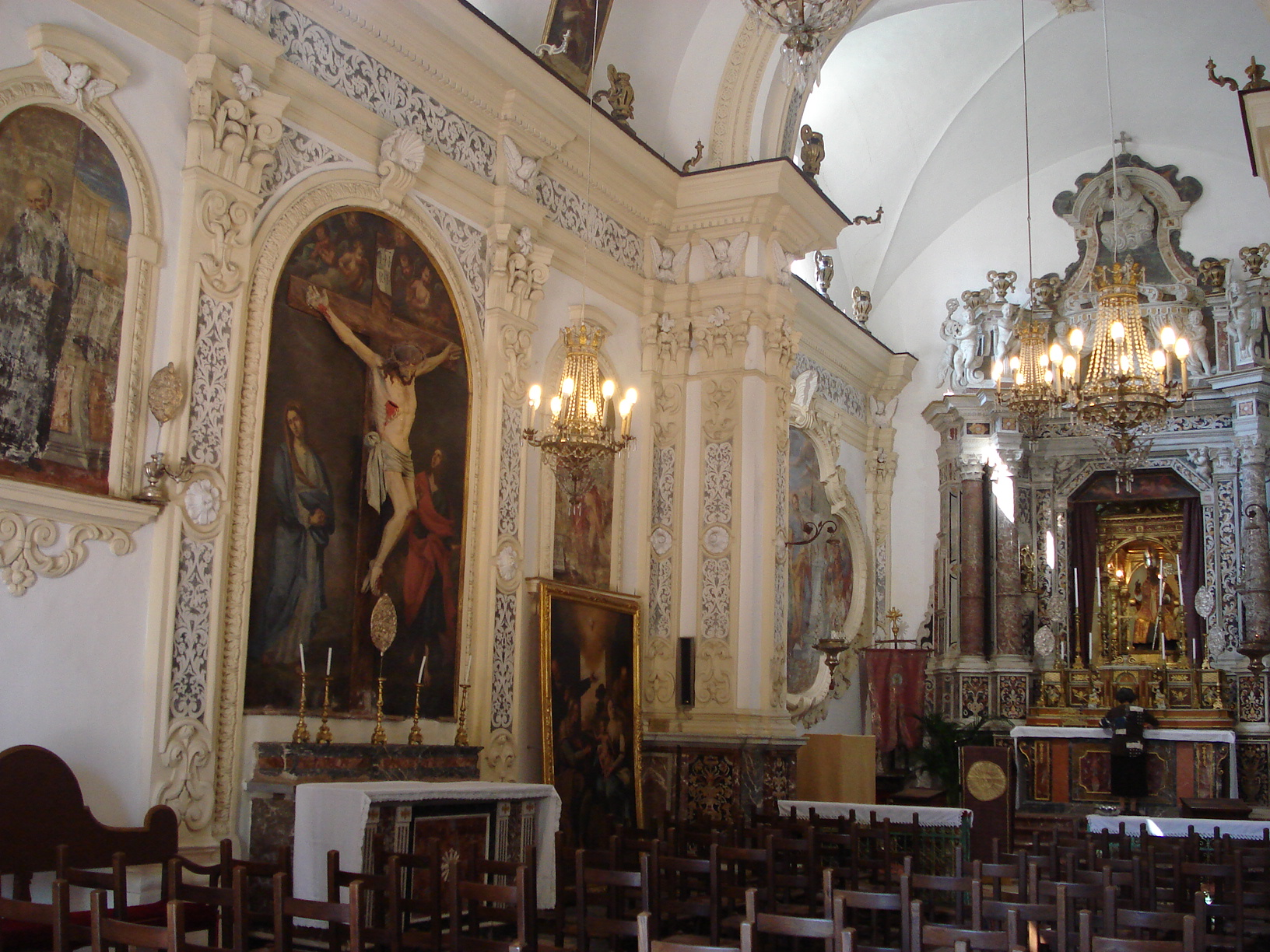
Parete sinistra.
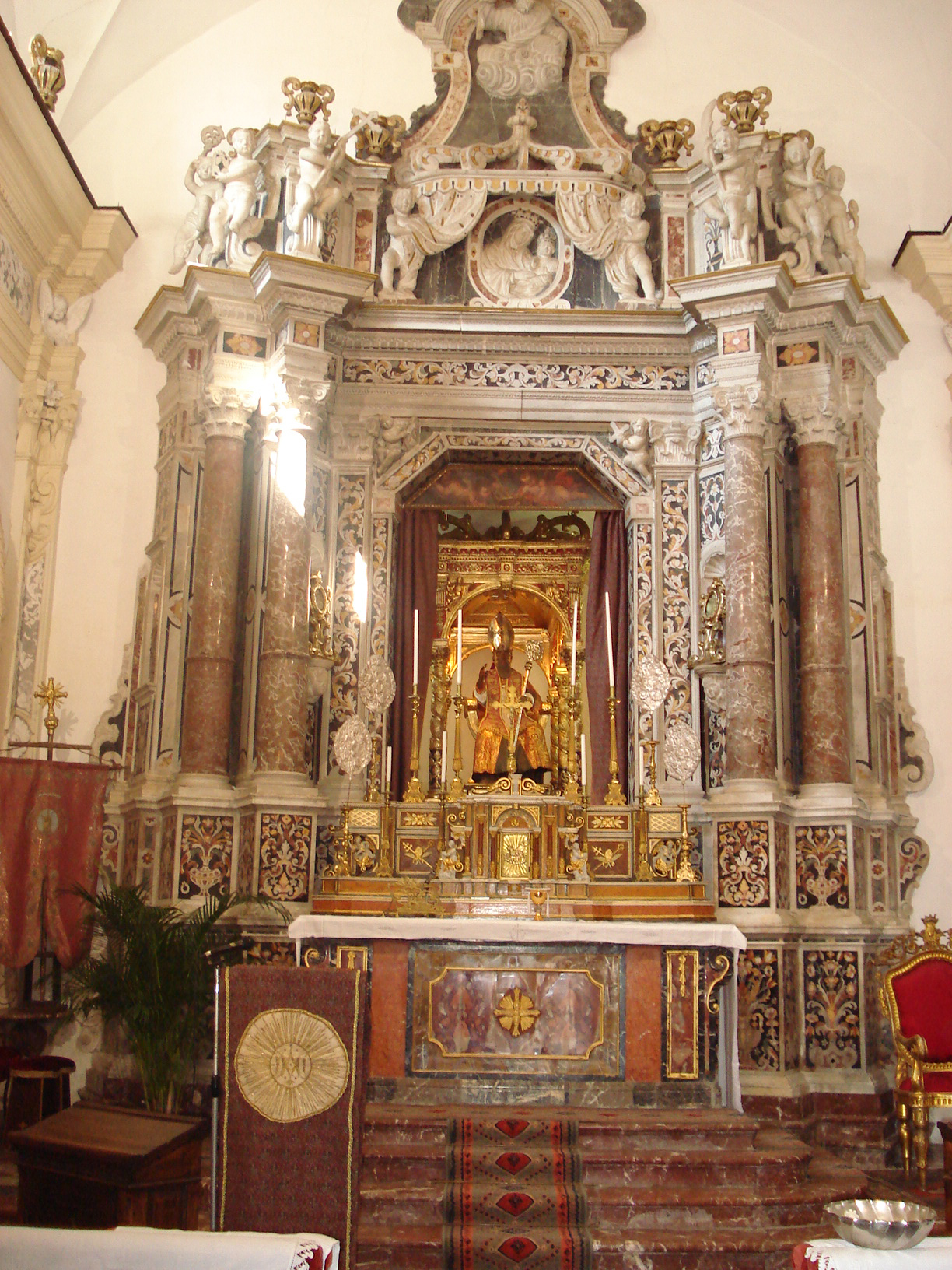
Altare maggiore.